# Église Sainte-Radegonde de Colomiers
Pour les articles homonymes, voir Église Sainte-Radegonde.
L'église Sainte-Radegonde de Colomiers est une église catholique située dans la commune de Colomiers (Haute-Garonne).

## Localisation
L'église est située dans le département français de la Haute-Garonne à Colomiers, dans la rue du prat, en banlieue ouest de Toulouse.

## Historique
À l'origine de l'église Sainte-Radegonde se trouve une ancienne chapelle donnée à l'abbaye de Saint-Sernin en 1096. C'est sur ses vestiges qu'elle été construite. En 1522, une abside à cinq côtés fut construite, l'église initiale étant probablement déjà en ruine au XVe siècle. C'est cette abside qui constitue le chevet de l'église telle que nous la connaissons aujourd'hui, avec sa tour carrée en briques roses de Toulouse, caractérisée par un pinacle en lanterne. Quant au clocher, c'est vers 1551 qu'il fut restauré (et jusqu'en 1557). 
Des textes montrent que lorsque l'archevêque de Toulouse y vient en visite en 1650, l'église était encore en bon état.  
En 1783 le clocher s'effondre. Il n'y a aucune victime, la reconstruction a lieu entre 1783 et 1784. Il prend alors sa forme actuelle. Les murs sont surélevés et la façade est dotée d'une porte triomphale avec un fronton. 
Le plafond date de 1843 et en 1849 une chapelle est construite au Nord.
L'église conserve des reliques de sainte Radegonde : une phalange et trois os de l'articulation de la main (main avec laquelle Radegonde a soigné les lépreux) ,.
Le 26 mars 2013, l'église est fermée au public en raison de la chute d'un morceau de corniche. Après deux années de fermeture pour effectuer les travaux de restauration, de mise aux normes et d'embellissement de l'intérieur, l'église fut rouverte au public en mai 2015, et inaugurée officiellement en octobre 2015 en présence de Mgr Robert Le Gall et de Jean François Brignol, curé de Colomiers.

## L'orgue
L'orgue est installé en 1843 par Aristide Cavaillé-Coll.
On voit aussi des interventions de la famille Puget, notamment Maurice Puget en 1938.
L'orgue actuel est construit par les frères Pesce en 1981.